# Itaya amicorum
Itaya amicorum là loài thực vật có hoa thuộc họ Arecaceae. Loài này được H.E.Moore mô tả khoa học đầu tiên năm 1972.

## Hình ảnh

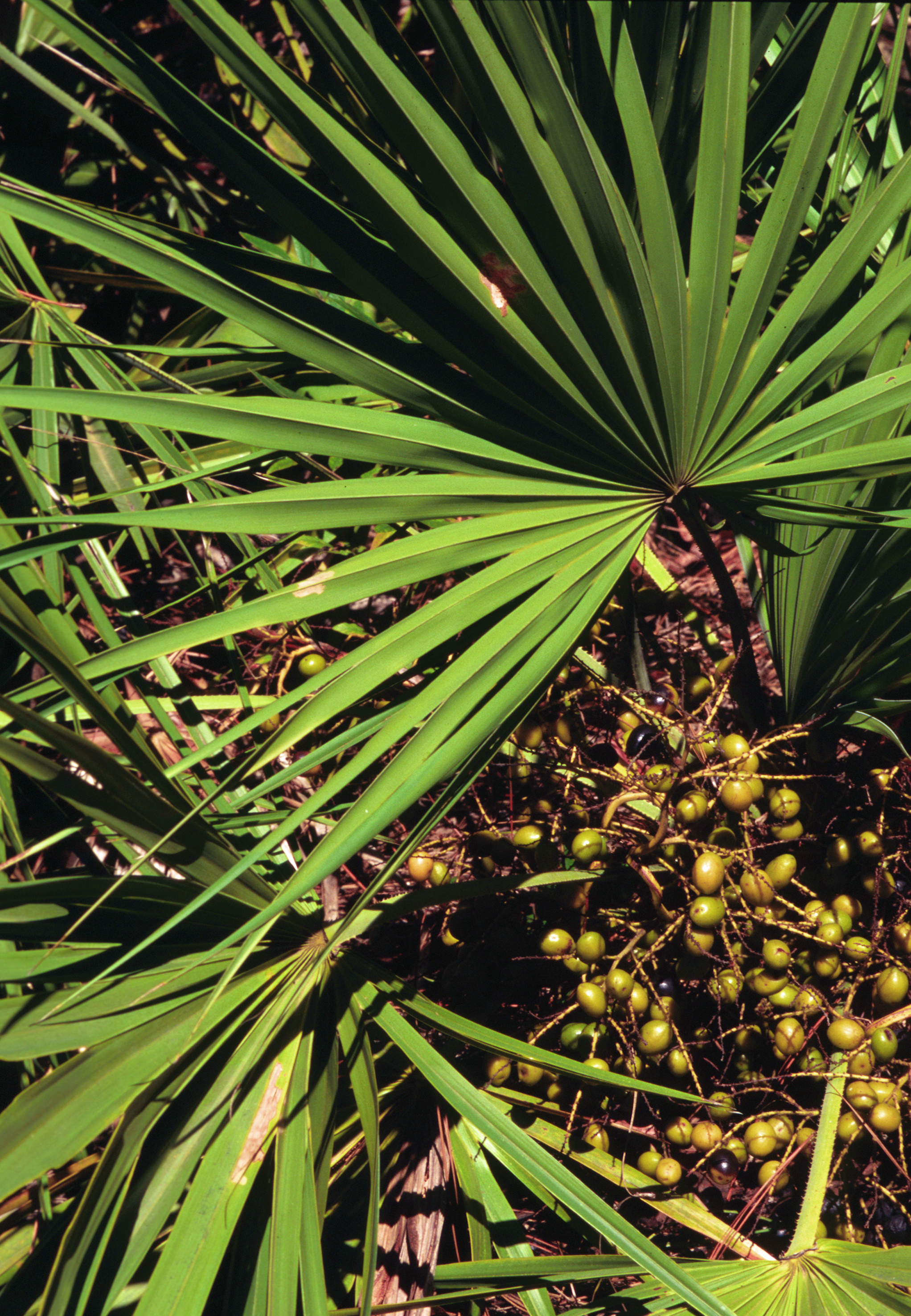
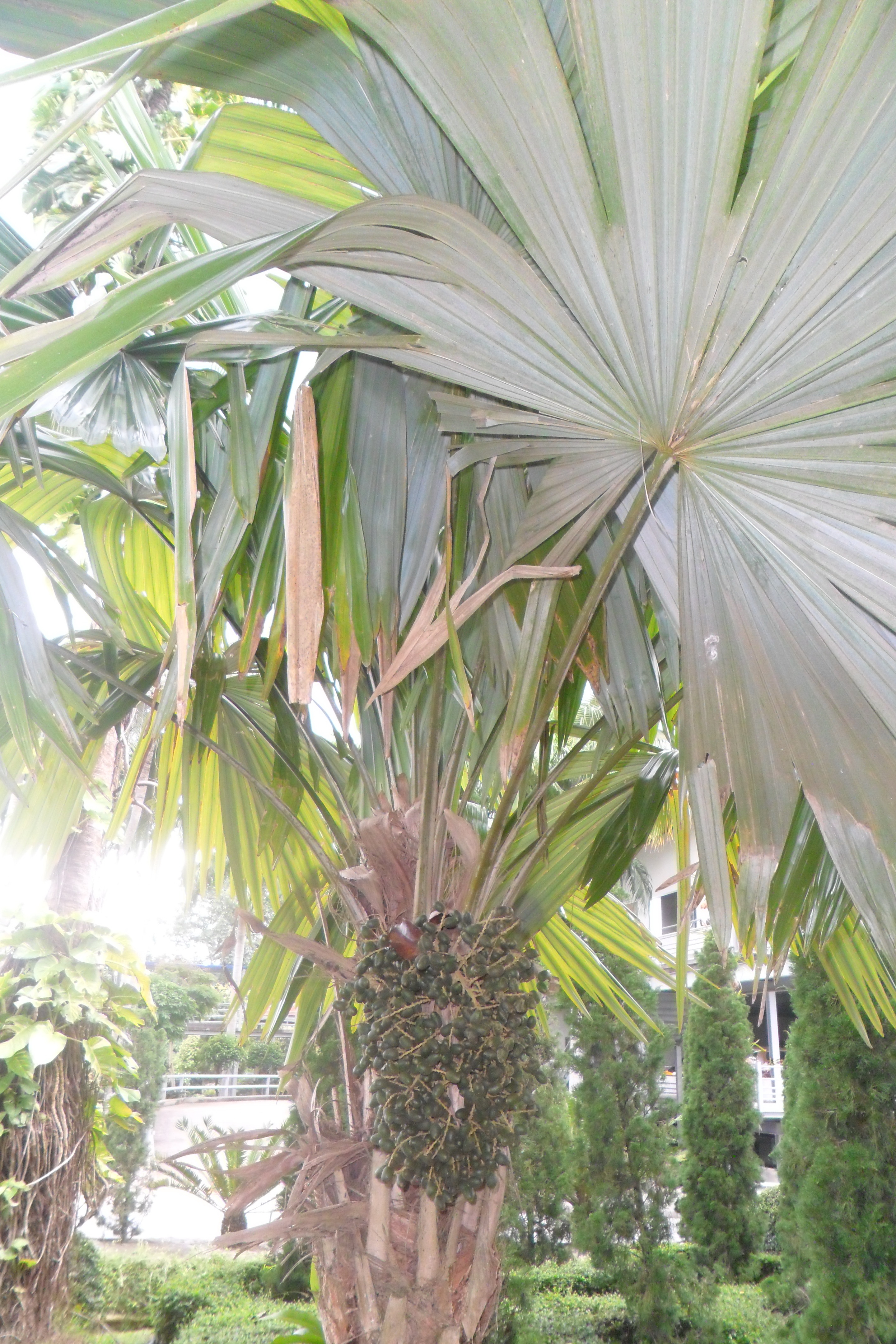